# Deporte en Ucrania

Estadio Olímpico de Kiev.

El deporte en Ucrania, como en cualquier otro país del mundo, desempeña un papel importante en la formación de la imagen y la cultura de la nación, tanto para sus residentes como para el resto del mundo.
Si bien el deporte en el país es voluntario y espontáneo, está regulado y estandarizado por el gobierno, organismos gubernamentales de prestigio y la legislación vigente. Según la Ley de Cultura Física y Deporte de Ucrania, el deporte es una actividad de los sujetos del ámbito de la cultura física y el deporte destinada a identificar y comparar de forma unificada los logros de las personas en su preparación física, intelectual y de otro tipo mediante la organización de competiciones deportivas y la preparación para ellas. El deporte se divide en las siguientes áreas: deporte infantil, deporte infantil y juvenil, deporte de reserva, deporte de élite, deporte profesional, deporte de veteranos de la cultura física y el deporte, deporte de veteranos de guerra, deporte olímpico, deporte no olímpico, deporte de oficina y aplicado, deporte militar y aplicado, deporte para personas con discapacidad, etc.
El fútbol y el boxeo han sido populares en el país desde el siglo XIX. Ucrania se ha beneficiado del énfasis de la antigua Unión Soviética en la educación física, y se quedó con cientos de estadios, piscinas, gimnasios y otras instalaciones deportivas después del colapso del estado mencionado. Los deportes o movimientos atléticos de Ucrania fueron influenciados en gran medida por la organización de gimnastas Sokol que fue popular en Europa Central desde la segunda mitad del siglo XIX.

## Instituciones

### Gobierno
- Ministerio de Juventud y Deportes, anteriormente conocido como Comité Gubernamental de Juventud y Deportes.

### Público en general
- Comité Olímpico Nacional de Ucrania: es la organización oficial que se encarga de la administración pública de todos los deportes olímpicos en el país y es miembro oficial del Comité Olímpico Internacional.
- Comité de Deportes de Ucrania: es la organización oficial que se encarga de la administración pública de otros deportes en el país.

### Educación deportiva
- Además del currículo deportivo en las escuelas regulares, Ucrania heredó de la Unión Soviética una extensa red de escuelas deportivas juveniles, incluyendo escuelas especializadas de la reserva olímpica y escuelas de maestría deportiva. En 2011, existían unas 1483 escuelas deportivas, 189 escuelas especializadas de la reserva olímpica y 34 escuelas de maestría deportiva superior.[5]
- También existen dos universidades deportivas: la Universidad Nacional de Educación Física y Deporte de Ucrania en Kiev, la Universidad Estatal de Cultura Física en Lviv y la Academia Estatal de Cultura Física en Járkov.
- Asimismo, en Ucrania se ubican nueve facultades de educación física, tres escuelas de la reserva olímpica y seis internados deportivos.

## Deportes principales

### Fútbol

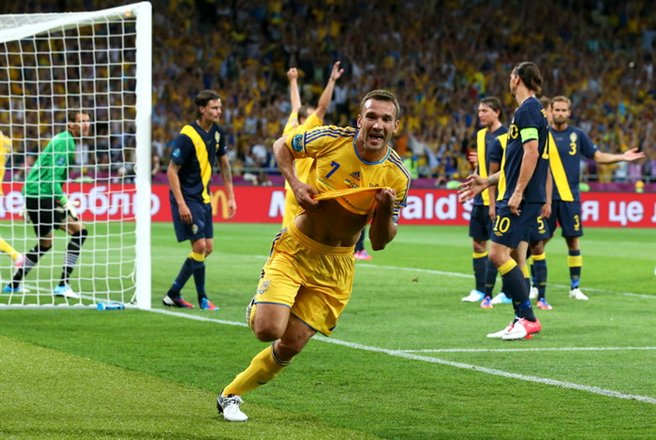
Andriy Shevchenko celebrando el primer gol de Ucrania durante la Eurocopa 2012.

El deporte más popular en el país es el fútbol. Es regida por la Asociación Ucraniana de Fútbol, la cual es el máximo organismo del fútbol profesional en Ucrania y fundada en 1991. Esta organiza diversas competiciones de fútbol en el país, tanto para hombres como para mujeres, jóvenes y personas con discapacidad. Además, facilita competiciones de fútbol entre profesionales, estudiantes y en las regiones. El formato de las competiciones varía desde ligas hasta competiciones de copa. También organiza varios torneos amistosos en Ucrania y organiza a varias selecciones nacionales que compiten en diversos torneos internacionales.
La selección de fútbol de Ucrania, en sus distintas categorías está controlada por la Asociación Ucraniana de Fútbol. El equipo ucraniano disputó su primer partido oficial el 29 de abril de 1992 en Úzhgorod, donde se enfrentó a Hungría, partido que se terminó con 1-3 a favor de los húngaros. Hasta la fecha Ucrania ha disputado una Copa Mundial de la FIFA, específicamente en Alemania 2006, donde alcanzaron los cuartos de final, siendo eliminados en dicha instancia por la que sería el campeón del mundo de dicha edición, Italia. También ha disputado cuatro Eurocopas, para ser más específicos desde la de 2012 (edición en la cual organizó en conjunto con Polonia) en adelante de forma ininterrumpida; su mejor participación fue la de 2020, donde llegaron hasta los cuartos de final, cayendo frente a la subcampeona Inglaterra.
Ucrania tiene competiciones profesionales de fútbol masculino bien desarrolladas que heredó de la Unión Soviética. La liga más fuerte y de más alto nivel es la Vyscha Liha (Liga Premier de Ucrania), la segunda liga de nivel es Persha Liha (Primera Liga de Ucrania) y la siguiente liga de nivel es la Druha Liha (Segunda Liga de Ucrania), Al final de cada temporada, los dos equipos con menor ranking en la Vyscha Liha descienden a la Persha Liha, mientras que los dos mejores equipos de la Persha Liha ascienden a la Vyscha Liha. Los dos equipos de Persha Liha con menor ranking descienden a la Druha Liha, mientras que los dos mejores equipos de la Liga Druha Liha ascienden a la Persha Liha. Los equipos reciben tres puntos por victoria, uno por empate y ninguno por derrota. Equipos de todas las ligas profesionales participan en la Copa de Ucrania. Asimismo los ganadores de la Liga Premier de Ucrania y de la Copa de Ucrania compiten en la Supercopa de Ucrania. Entre los clubes más populares del país se encuentran Dinamo de Kiev y el Shakhtar Donetsk.

### Boxeo

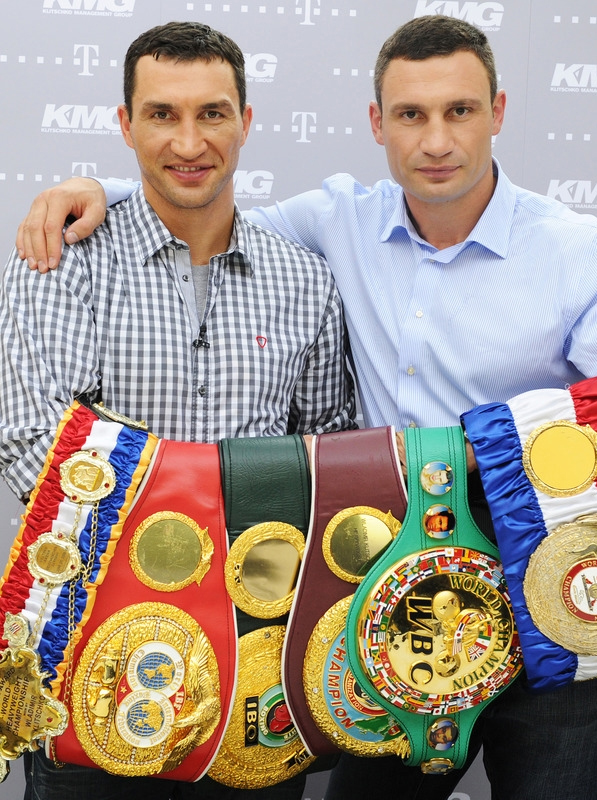
Los hermanos Klitschkó con todos los cinturones de campeonato importantes antes de su retiro.

Ucrania es conocida por haber producido algunos de los boxeadores más talentosos de los últimos tiempos, incluyendo a los hermanos Vitali Klichkó y Vladímir Klichkó, quienes ganaron múltiples títulos mundiales a lo largo de su carrera, entre los cuales se destaca el Campeonato mundial de los pesos pesados. Los hermanos dominaron la división de peso pesado en un período conocido cariñosamente como la "Era Klichkó". 
También originario de Ucrania, Vasyl Lomachenko, medallista de oro olímpico en 2008 y 2012, es ampliamente considerado como uno de los mejores boxeadores amateur de todos los tiempos tras acumular un récord de 396-1. Actualmente, iguala el récord de campeón mundial en la menor cantidad de peleas profesionales, al ganar el título de peso pluma de la OMB en su tercera pelea.
Otro ucraniano de renombre es Oleksandr Usyk, amigo y excompañero de equipo amateur de Lomachenko. Siendo medallista de oro olímpico en 2012, se convirtió en el primer boxeador de la historia en ostentar simultáneamente los cuatro títulos mundiales principales de peso crucero: AMB, CMB, FIB y OMB. El 25 de septiembre de 2021, venció a Anthony Joshua por decisión unánime para ganar los títulos de peso pesado de la AMB, la FIB, la OMB y la OIB. En mayo de 2024, Oleksandr Usyk derrotó a Tyson Fury para convertirse en el campeón mundial indiscutible de peso pesado.

### Baloncesto

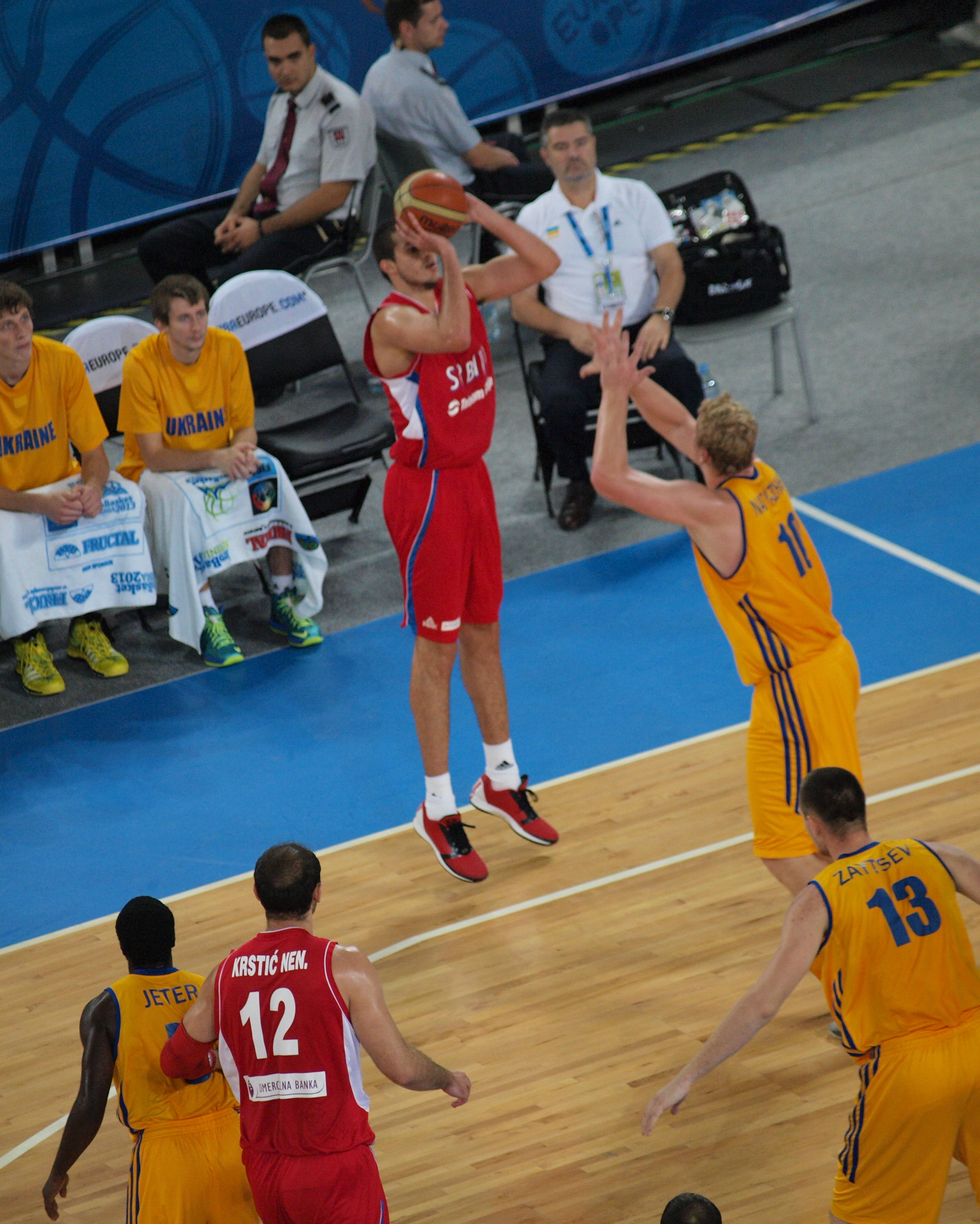
Ucrania contra Serbia en el Eurobasket 2013.

Otro deporte importante en Ucrania es el baloncesto. Los jugadores de baloncesto ucranianos fueron uno de los factores decisivos para el éxito de la selección nacional de baloncesto de la Unión Soviética, que dominó Europa durante décadas y, en ocasiones, también la escena mundial del baloncesto. Entre estos jugadores se encontraban, entre otros, Alexander Belostenny, Anatoli Polivoda, Vladimir Tkachenko y Alexander Anatolyevich. Desde la disolución de la Unión Soviética, los clubes ucranianos BC Kyiv y BC Azovmash, en particular, acapararon la atención internacional al alcanzar las finales de la Eurocopa FIBA en 2005 y 2007, respectivamente. La selección nacional de baloncesto de Ucrania se ha labrado un nombre, poco a poco, en la élite europea. 
En general, los equipos de la liga ucraniana de baloncesto son lo suficientemente fuertes como para clasificarse para la Eurocopa FIBA. La principal liga ucraniana se llama Superliga de Baloncesto de Ucrania, la siguiente liga en importancia es la Vyscha Liha, mientras que la que le sigue es la Persha Liha.

### Gimnasia artística
En el país la gimnasia artística se denomina gimnasia deportiva. Ucrania ha tenido varias gimnastas femeninas exitosas, incluidas, entre ellas: Lilia Podkopayeva, Tatyana Gutsu, Larisa Latynina, Viktoria Karpenko y, más recientemente, Anastasia Koval, Alina Kozich e Iryna Krasnianska. Ucrania envió un equipo completo a los Juegos Olímpicos de Verano de Pekín 2008. Sus integrantes fueron Valentyna Holenkova, Anastasia Koval, Alina Kozich, Iryna Krasnianska, Dariya Zgoba y Maryna Proskurina. Como equipo, obtuvieron el 11.º puesto en la clasificación y no clasificaron para la final por equipos. Anastasia Koval y Dariya Zgoba se clasificaron para la final de barras asimétricas, quedando en 5.º y 8.º lugar, respectivamente. Las gimnastas ucranianas triunfaron en el Campeonato Europeo de 2009 en Milán, Italia. Clasificaron al menos a una gimnasta a cada final por aparatos y obtuvieron una medalla de oro y una de bronce en las finales, las cuales son:
- Yana Demyanchuk, medallista de oro en viga de equilibrio en el Campeonato Europeo de 2009; también obtuvo el 12.º puesto en la competición general.
- Anna Kalashnyk, medallista de bronce en salto de caballo en el Campeonato Europeo de 2009.

Por otra parte, en la rama masculina, Oleksandr Vorobiov tuvo éxito en los Juegos Olímpicos de 2008, convirtiéndose en el medallista de bronce en anillas fijas. Recientemente, los gimnastas masculinos de Ucrania han disfrutado de éxito en los Campeonatos Europeos de 2009, los Juegos Olímpicos de 2012 y los Juegos Olímpicos de 2016, los cuales se destacan: 
- Oleksandr Vorobiov, medallista de plata en Anillas en el Campeonato Europeo de 2009.
- Mykola Kuksenkov, medallista de bronce en barra fija en el Campeonato Europeo de 2009.
- Igor Radivilov, medallista de bronce en salto de caballo en los Juegos Olímpicos de Londres 2012.
- Oleg Verniaiev, medallista de oro en barras paralelas en los Juegos Olímpicos de Río 2016.

### Gimnasia rítmica

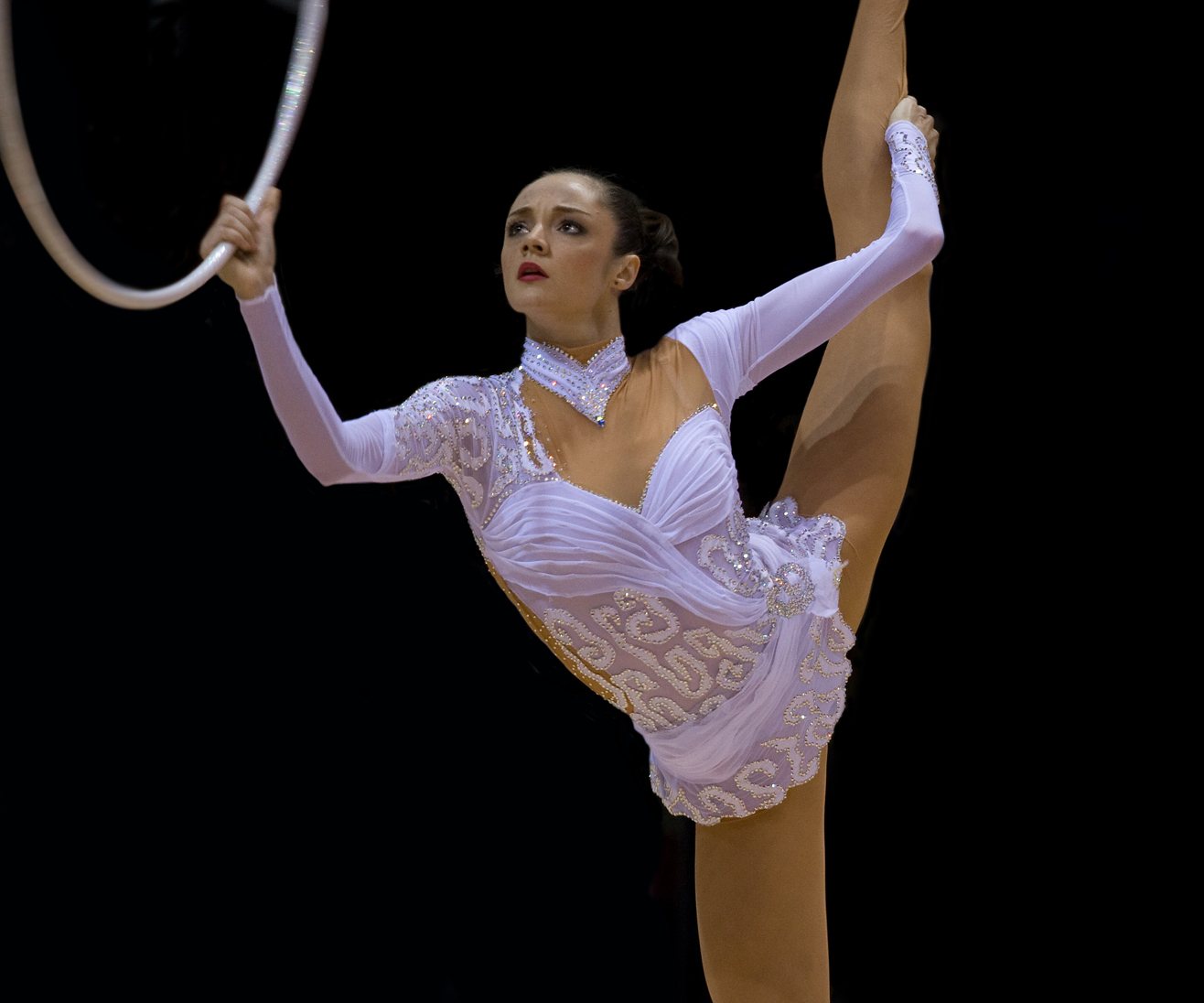
Anna Bessonova.

En Ucrania, la gimnasia rítmica se conoce como gimnasia artística. Se considera uno de los deportes más populares del país. Muchas gimnastas rítmicas, como Ludmila Savinkova, Liubov Sereda, Alina Maksymenko, Anna Bessonova, Tamara Yerofeeva, Irina Deriugina, Eleonora Romanova, Oxana Skaldina, Natalia Godunko, Olena Vitrychenko, Ekaterina Serebrianskaya y Olexandra Tymoshenko, se encuentran entre las mejores gimnastas rítmicas del mundo. Existen numerosos clubes en toda Ucrania. La escuela de formación de gimnastas rítmicas más famosa y sólida de Ucrania es la Escuela Deriugins de Kiev, dirigida por Albina Deriugina y su hija, Irina Deriugina.

### Bolos
La Federación Ucraniana de Bolos incluye 99 jugadores registrados que juegan en 19 centros. Igor Kononenko es el presidente de la Federación. Los jugadores ucranianos obtuvieron el primer puesto en el 13.º Campeonato Mundial Juvenil de Bolos. Dasha Kovalova, una destacada jugadora de bolos de Ucrania, ahora participa en el Tour de la Asociación Profesional de Bolos Femeninos en Estados Unidos.

### Hockey
Ucrania cuenta con una liga de hockey sobre hielo, la Liga Profesional de Hockey. Su equipo más destacado e histórico es el Sokil Kyiv, mientras que el equipo de mayor nivel del país es el HC Donbass, que jugó en la Liga Continental de Hockey hasta la temporada 2014-2015. Su selección nacional de hockey sobre hielo ha competido en varios Campeonatos Mundiales y Juegos Olímpicos.

## Olimpiadas

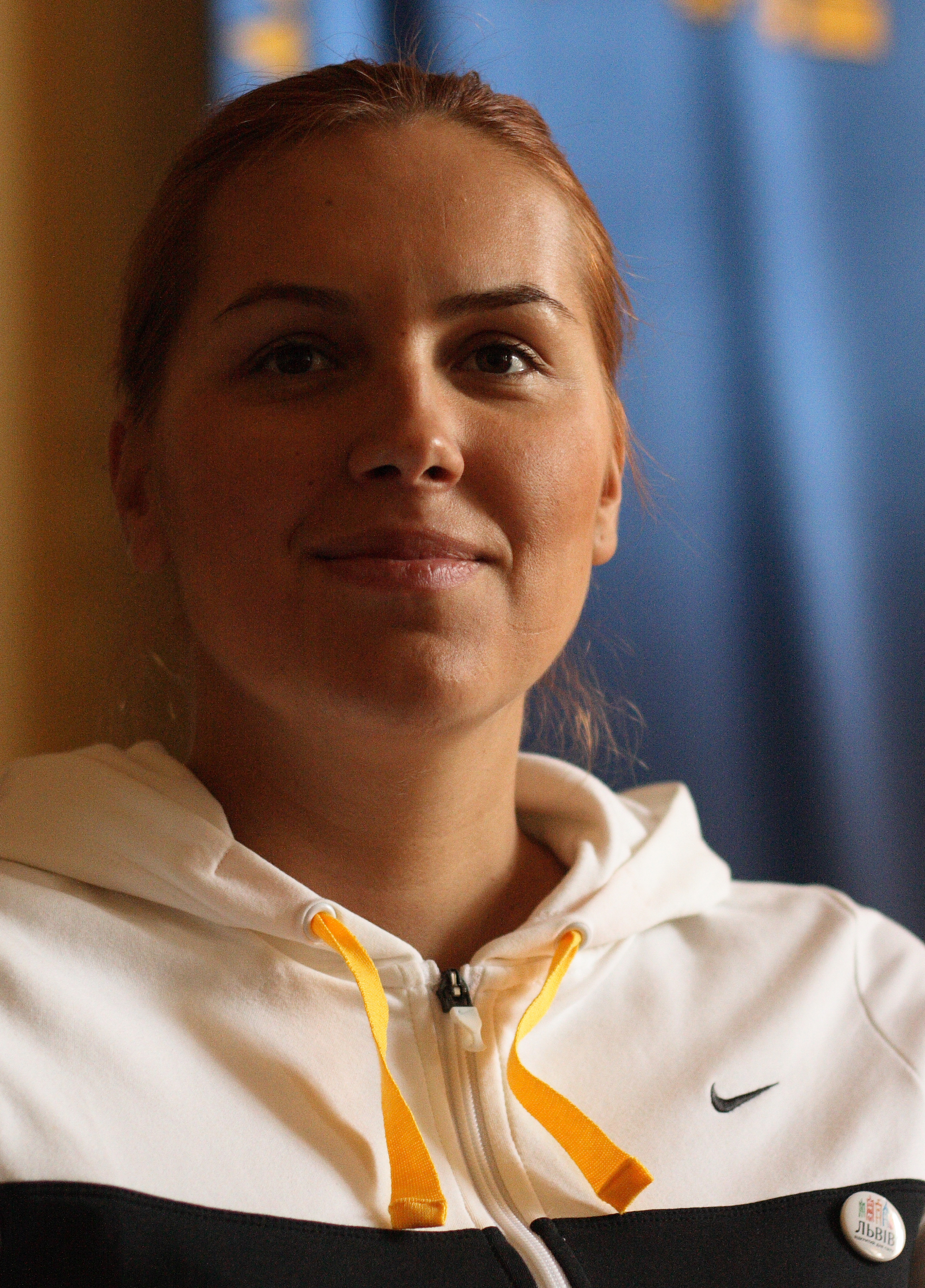
La nadadora Yana Klochkova posee un récord de 4 medallas de oro olímpicas.

Ucrania participa regularmente en los Juegos Olímpicos de Verano e Invierno, y cosecha éxitos a nivel internacional. Su mayor logro olímpico hasta la fecha fue en los Juegos Olímpicos de Verano de 1996, donde obtuvo el noveno puesto en general. 
En los Juegos Olímpicos de 1996, la gimnasta ucraniana Lilia Podkopayeva ganó el título general en gimnasia femenina. La nadadora ucraniana Yana Klochkova es la mejor atleta olímpica, con un récord de cuatro medallas de oro. La única medalla de oro individual en deportes de invierno la ostenta la patinadora artística Oksana Baiul. En deportes de equipo, Ucrania obtuvo tres medallas de oro en remo, esgrima y biatlón, todas por equipos femeninos. Los deportes más exitosos de Ucrania en los Juegos Olímpicos son la gimnasia, el boxeo y el tiro.